# 长形壁蜑螺
长形壁蜑螺（学名：Septaria lineata）是蜑螺科壁蜑螺属的一种淡水螺或半淡鹹水螺。根據IUCN，本物種屬於无危物种，目前該物種的數量是穩定的。
其种加词“lineata”意为“线条状的”。

## 分佈
本物種分佈於孟加拉国、东帝汶、印度（安达曼群岛、西孟加拉邦和泰米尔纳德邦）、斯里蘭卡、印度尼西亚、马来西亚、缅甸、巴布亚新几内亚、新加坡、泰国、台湾北部（澳底以北）、斐濟、菲律宾及南中國海的東沙群島。常栖息在河川底的沉木及石头上、河口。

## 形態特徵
笠螺型蜑螺，體型為長橢圓形，殼頂靠近殼口且十分低平，位置靠近隔板的那一邊。殼表有生長螺肋，上有多樣顏色的斑紋。殼口有橘黃色隔板，大約佔殼口的20%。沒有口蓋，但有類似口蓋的角質片，位於軟體內。